# Gladys Hooper
Gladys Hooper (Dulwich, 18 januari 1903 – Ryde, 9 juli 2016) was een Britse supereeuwelinge. Na de dood van de 114-jarige Ethel Lang in januari 2015 werd Hooper, als toen bijna 112-jarige, officieel de oudste nog levende Britse ingezetene.

## Levensloop
Hooper werd geboren als Gladys Nash. Ze was een schoolgenote van pilote Amy Johnson. Ze huwde in 1922 met Leslie Hooper (1899-1977). Samen hadden ze een zoon Derek, geboren in 1931.
Hooper richtte in de jaren twintig een van de eerste autoverhuurbedrijven op. Ze was ook een concertpianiste in het easy listening-genre en trad in het hele Verenigd Koninkrijk op met diverse orkestleiders, onder wie Mantovani. Ze woonde een groot deel van haar leven op het eiland Wight. Ze bleef lang in goede gezondheid. Op 112-jarige leeftijd onderging zij nog een heupoperatie. Gladys Hooper overleed in juli 2016 op 113-jarige leeftijd.